# Ахмад II ибн Али
Ахмад II ибн Али (араб. أحمد باي بن علي باي‎), общеизвестный как Ахмад-бей (13 апреля 1862 – 19 июня 1942) — семнадцатый бей Туниса (1929–1942), сын Али III ибн аль-Хуссейна.

## Биография
Ахмад-бей родился в дворце Дар аль-Тадж в Ла-Марсе. 14 января 1928 был назначен Бель аль-Махалла (наследником) и генерал-лейтенантом Армии Бейлика. 11 февраля 1929, после смерти своего двоюродного брата Мухаммад аль-Хабиба.

### Международный Евхаристический конгресс
В мае 1930 года в Карфагене в честь столетия французского завоевания Алжира был созван первый в Африке и первый в стране с мусульманским большинством Международный евхаристический конгресс. Ахмад-бей неохотно согласился стать почётным председателем конгресса, за что было уплачено около 2 миллионов франков из Тунисской казны, собранных в виде налогов с мусульманского населения Туниса. Некоторые члены этого конгресса были одеты как крестоносцы и выступали на нём с враждебными исламу речами, что возмутило Тунисское национальное движение. Националистическая газета La Voix du Tunisien ("Голос Туниса") призвала бея уйти в отставку с поста почётного председателя этого конгресса, а некоторые члены партии Дестур заявили, что этим действием бей продемонстрировал своё подчинение Франции и отказ от защиты интересов тунисского народа.

### Виши и евреи в Тунисе
В 1940 новый режим Виши назначил нового генерал-резидента — адмирала Жан-Пьера Эстева, который начал оказывать давление на Ахмад-бея с целью введения антиеврейского законодательства Виши. Статья 9 французского закона от 3 октября 1940 года постановила, что антиеврейские законы применимы на территориях протектората Французской Республики, включая Тунис.
Бей приложил небольшие усилия, чтобы противостоять этому, но в конечном итоге 3 октября 1940 года подписал указ, который запрещал евреям работать в государственных структурах, радио, прессе, кино и театре, а также разрешил издание газеты Journal israélite de Tunisie ("Еврейская газета Туниса").
Он также установил процентную норму для евреев в тех профессиях, на которые она ранее не распространялась, включая медицину, где евреям было запрещено лечить кого-либо, кроме евреев.
5 июня 1941 года Ахмад-бей подписал указ о роспуске еврейских молодёжных групп, а 29 сентября 1941 года — о роспуске Совета еврейских общин Туниса и замене его назначенным органом. 26 июня 1941 года был издан указ о проведении переписи еврейского населения.

### Рассвет национализма
В период правления Ахмад-бея националистическое движение приобрело политическое значение. После Конгресса Ксар Хеллал, в 1934 году, была сформирована партия Нео Дестур.

### Смерть
Ахмад-бей умер 19 июня 1942 года в Ла-Марсе и был похоронен в Турет-эль-Бей. Престол наследовал его двоюродный брат Монсеф-бей.